# 로버트 스위트
로버트 리 스위트(Robert Lee Sweet, 1960년 3월 21일 ~ )는 크리스천 메탈 밴드 스트라이퍼의 드럼 연주자이다. 그는 그의 형제 마이클과 함께 Roxx 또는 Roxx Regime이라는 밴드를 결성했다. 로버트는 그의 거친 드럼 연주와 매혹적인 드럼 키트로 "Visual Time Keeper"로 알려졌다. 대부분의 드러머와 달리 스위트는 연주 중 정면이 아닌 무대 왼쪽 또는 오른쪽을 향해 앉아 관객이 그를 볼 수 있고 그의 드럼 키트에 시야가 가려지지 않게 했다. 그는 1978년부터 쇼맨십을 강화하고 관객과 소통하는 방법으로 옆으로 앉는 자세를 사용하기 시작했다. 스위트는 그룹에 상당한 기여를 했을 뿐만 아니라 밴드 자체의 시각적 방향에도 중요한 역할을 했다.
스위트의 드럼에 대한 관심은 어린 시절부터 시작되었다. 그는 10살 때 라스베이거스로 여행을 가던 중 클럽에 들른 것이 결정적인 순간이었다고 말한다. 푸른색 스파클링 루드빅 드럼 세트가 그의 시선을 사로잡았고 그는 "사랑에 빠졌다".
스위트는 캘리포니아 휘티어의 파이오니어 고등학교에 다녔다. 고등학교 시절, 그는 행진 밴드와 같은 전통적인 학교 음악 프로그램에 참여하는 대신 학교 음악 감독과 함께 록 밴드를 결성했다. 그는 독학으로 드럼을 배웠고, 다른 드러머들과 함께 연주하며 자신의 스타일을 개발하면서 실력을 연마했다. 고등학교 졸업 후 그는 음악을 공부하기 위해 대학에 갔지만 한 달 만에 그만두었다.
15세였던 1975년 4월, 스위트는 평생 신을 믿어온 것의 연장선상에서 기독교인이 되었다.

## Post Stryper
1992년 스트라이퍼가 해체된 후, 스위트는 주로 기독교 중심의 다양한 활동과 프로젝트에 참여했다. 그는 이전 스트라이퍼 베이시스트 팀 게인스와 이전 화이트크로스 기타리스트 렉스 캐롤과 함께 킹 제임스 밴드에 참여하여 1996년까지 그들과 함께 투어했다. 그는 또한 Shameless와 Titanic과 같은 다른 프로젝트에도 참여했다. 스위트는 그의 작곡 및 연주 능력의 다양한 면모를 보여주는 솔로 앨범 《Love Trash》를 녹음했다. 나중에 스위트는 Blissed, Final Axe, Menchen (기타리스트 빌 멘첸과 함께), Seventh Power, Subdux, Dbeality를 포함한 여러 메탈 밴드의 앨범에서 연주했으며, Titanic과 슈퍼그룹 Shameles, 7 Hours Later, Cleanbreak의 몇 곡에 게스트로 참여했다.

## Stryper reunion
스위트는 2000년대 "Stryper Expo"와 코스타리카에서의 재결합 쇼에 참여하여 스트라이퍼의 재등장에 중요한 역할을 했다. 성공적인 반응으로 스위트는 밴드의 재결합을 추진하게 되었고, 이는 할리우드 레코드의 새로운 베스트 컬렉션 요청으로 이어졌다. 밴드는 또 다른 컴필레이션 앨범을 만드는 대신 두 개의 신곡을 녹음하고 새로운 발매를 지원하는 투어를 하기로 결정했다. 2003년 스위트는 베이시스트 팀 게인스의 탈퇴와 트레이시 페리의 교체로 재결성된 스트라이퍼와 함께 투어했다. 2004년, 스트라이퍼는 2005년 8월 발매된 Reborn 작업을 위해 스튜디오로 돌아갔는데, 이 앨범은 1990년의 Against the Law 이후 15년 만에 밴드의 첫 번째 정규 오리지널 음반이었다. 2009년 7월 발매된 스트라이퍼의 《Murder by Pride》 앨범은 스위트가 드럼을 녹음하지 않은 첫 스트라이퍼 앨범이었고, 이 자리는 스튜디오 뮤지션 케니 아로노프가 채웠다. 그러나 그는 앨범을 지원하는 스트라이퍼의 25주년 기념 투어에 참여했다. 스위트는 그 이후 모든 스트라이퍼 앨범에 참여했다.

## Influence
- 드림 시어터, 어벤지드 세븐폴드 및 기타 여러 밴드의 마이크 포트노이(Modern Drummer 매거진에서 "최고의 드러머"로 선정되기도 함)는 인터뷰에서 스위트가 자신이 가장 좋아하는 드러머 중 한 명이라고 언급했다.
- ZO2 밴드이자 TV 쇼 Z Rock의 조이 카사타는 스위트를 "역대 최고의 록 드러머 중 한 명"이라고 묘사하며 자신의 영향력 있는 인물 중 한 명으로 꼽았다.[9]
- 댈러스 기반의 크리스천 록, 찬양 및 예배 밴드 Lucid Dreamer의 트로이 애드콕스는 그를 자신의 영향력 있는 드러머 6명 중 한 명으로 꼽았다.[10]
- 텍사스주 샌안토니오의 Blacklight 밴드의 로버트 에르난데스 주니어는 스위트를 자신이 가장 좋아하는 드러머로 꼽았다.[11]
- 날짜 미상의 인터뷰에서 노스캐롤라이나주 롤리 기반의 밴드 Widow의 드러머 마크 앤서니는 스위트를 자신의 두 번째로 영향력 있는 드러머로 꼽았다.[12]
- Disdente의 구스타보 무뇨스는 자신이 가장 좋아하는 드러머 중 한 명인 스위트와 함께 연주하며 드럼 기술을 확장했다.[13]

## Equipment
2019년 9월 현재, 스위트는 야마하 드럼 (이전에는 Crush 드럼), 스택 심벌즈, SKB 케이스, Calato Metal X 우드 팁 드럼 스틱의 Regal Tip, Kickport, May 어쿠스틱 드럼 마이킹 시스템, Solomon Design 마이크, Aquarian Drumheads, Affliction 의류, Ahead 드럼 장갑, Trick 드럼을 사용하고 있다.

## Discography

### Solo
- 2000: Love Trash

### Final Axe
- 2006: The Axe Of The Apostles
- 2010: Beyond Hell's Gate Collector's Edition

### Menchen
- 2008: Red Rock
- 2011: In The Light

### The Seventh Power
- 2006: Seventh Power
- 2008: Dominion & Power

### Guest appearances
- 1989: First Watch, 가디언 ("Hyperdrive" 백 보컬)
- 1996: X'd Out, Out There, Ken Zehner (프로듀서 및 드럼)
- 1999: Backstreet Anthems, Shameless ("Just 1 Night" 및 "What's Goin' On" 드럼)
- 2003: It's About Time, 7 Hours Later ("Perfect" 드럼)
- 2010: Maiden Voyage (Collectors Edition), Titanic ("Don't Care", "Freak Show", "Suicide Doctor" 드럼; 원본 녹음에는 드럼 머신이 사용됨)[18]

### Other works
- 1994: King James, 킹 제임스
- 2002: Waking Up the Dead, Blissed
- 2002: Subdux One, Subdux
- 2003: It's About Time, 7 Hours Later
- 2005: Dbeality, Dbeality